# 4세대 프로그래밍 언어
4세대 프로그래밍 언어(4th-Generation Programming Language: 4GL)란 순차형 언어 이후의 프로그래밍 언어들을 가리키는 말이다. 4세대라고 부르는 이유는, 기계어를 1세대, 어셈블리 언어를 2세대, 순차형 언어를 3세대라 보기 때문이다.
FORTRAN나 COBOL 등의 순차형 언어보다 높은 기능의 프로그램 언어를 일반적으로 가리킨다. 주로 응용 프로그램을 개발할 때에 이용되며, 특정 응용 프로그램 지원 시스템(예를 들어 Oracle의 PL/SQL과 같은 데이터베이스)과 함께 제공되는 것이 많다.
제4세대 언어는 프로그래머뿐만이 아니라, 일반 사용자도 간단한 인수를 대화 형식에서 지정하는 것으로 표 계산과 같은 업무 처리를 실시하거나, 혹은 프로그램을 작성할 수 있게 되어 있는 것이 특징이다. 그리고 4세대 언어는 생산성이 좋아서 게임이나 프로그램을 만드는데 사용된다.

## 같이 보기
- 도메인 특화 언어
- 고속 응용 프로그램 개발